# Asamblea General de Indiana
La Asamblea General de Indiana (en inglés: Indiana General Assembly) es la legislatura estatal (órgano encargado del Poder legislativo) del estado de Indiana, en Estados Unidos. Es una legislatura bicameral que consiste en cámaras, una baja o Cámara de Representantes de Indiana, y una alta conocida como el Senado de Indiana. Los legisladores de estado se reúnen en la Casa del Estado de Indiana con localización en la ciudad de Indianápolis.

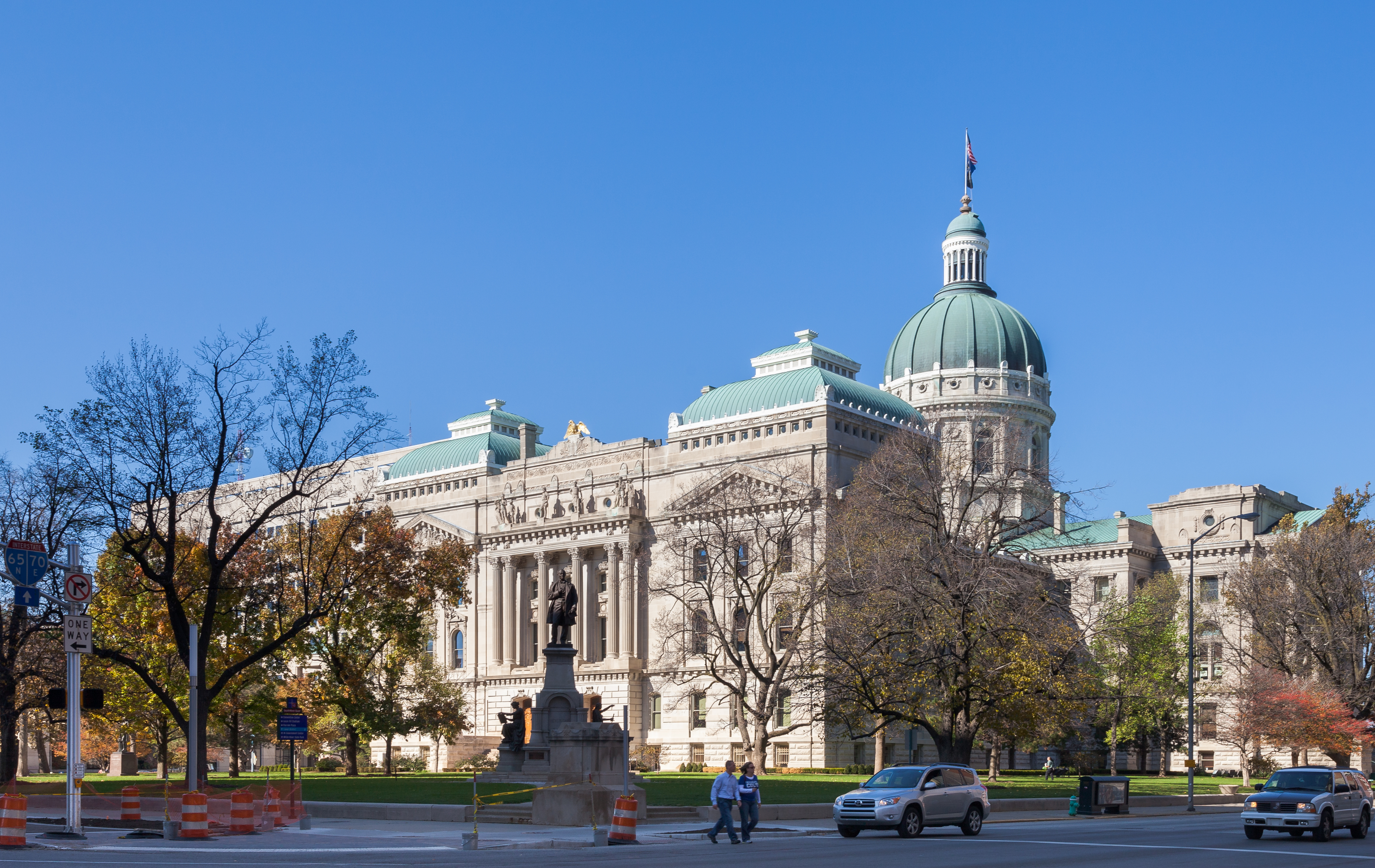
Capitolio del Estado de Indiana, edificio donde se aloja la Asamblea General de Indiana.

Los miembros de la Asamblea General son elegidos por distritos, que se reorganizan cada diez años. Los representantes sirven durante mandatos de dos años y los senadores mandatos de cuatro años. Ambas cámaras pueden crear proyectos de ley, pero los proyectos de ley deben ser aprobados por ambas cámaras antes de que puedan presentarse al gobernador y convertirse en ley.
Actualmente, el Partido Republicano tiene supermayoría en ambas cámaras de la Asamblea General. Los republicanos superan en número a los demócratas en el Senado por un margen de 39-11, y en la Cámara de Representantes por un margen de 71-29.

## Estructura
La Asamblea General de Indiana está compuesta por dos cámaras, la Cámara de Representantes y el Senado. Indiana tiene una legislatura a tiempo parcial que no se reúne durante todo el año. La Asamblea General se reúne el primer martes después del primer lunes de enero. Durante los años impares, la legislatura se reúne durante 61 días (no necesariamente consecutivos) y debe aplazarse antes del 30 de abril. Durante los años pares, la legislatura se reúne durante 30 días (no necesariamente consecutivos) y debe aplazarse antes del 15 de marzo. La Asamblea General no puede suspender la sesión por más de tres días sin una resolución que apruebe el aplazamiento en ambas cámaras. El gobernador tiene la autoridad para pedir a la Asamblea General que convoque una sesión especial si los legisladores no pueden completar el trabajo necesario dentro del tiempo asignado por las sesiones regulares. Las sesiones especiales de la Asamblea General rara vez se convocaron en la historia temprana del estado, pero se han vuelto más comunes en los tiempos modernos.
Los delegados de la Asamblea General son elegidos por distritos. Cada diez años, los distritos son realineados por la Asamblea General utilizando la información de la Oficina del Censo de los Estados Unidos, para garantizar que cada distrito tenga aproximadamente la misma población. La distribución de distritos se mantiene para cumplir con el fallo de la Corte Suprema de los Estados Unidos de Reynolds v. Sims .
El Senado y la Cámara de Representantes de Indiana tienen, cada uno, varios comités que se encargan de supervisar ciertas áreas del estado. Los comités varían en tamaño, de tres a once miembros. Estos están presididos por miembros de alto rango del partido mayoritario. Los senadores y representantes pueden ser miembros de varios comités. La mayor parte de la legislación comienza dentro de los comités que tienen la responsabilidad del área que afectará el proyecto de ley. Una vez aprobado por un comité, un proyecto de ley puede ingresarse en la agenda para su debate y votación en el pleno de la cámara. Aunque no es común, los proyectos de ley pueden ser votados por el pleno sin pasar por el proceso del comité.
Los legisladores de Indiana ganan un salario anual de $22,616, más $155 por cada día de sesión o en una audiencia de comité y $62 de pago de gastos cada dos días.

### Términos y calificaciones
El Artículo 4, Sección 7, de la Constitución de Indiana establece los requisitos para convertirse en Senador o Representante. El candidato debe haber sido ciudadano estadounidense durante un mínimo de dos años antes de su candidatura y debe haber sido residente del distrito que busca representar durante un año. Los senadores deben tener al menos veinticinco años de edad y los representantes deben tener veintiuno al momento de tomar posesión de sus cargos. El candidato no puede ocupar ningún otro cargo público en el gobierno estatal o federal durante su mandato. El candidato también debe ser un votante registrado dentro del distrito que busca representar. Los candidatos deben presentar documentos que indiquen sus intereses económicos.
El Artículo 4, Sección 3, de la constitución estatal impone varias limitaciones al tamaño y composición de la Asamblea General. El Senado no puede tener más de cincuenta miembros y los senadores sirven por un período de cuatro años. La Cámara de Representantes no puede contener más de cien miembros, y los representantes sirven términos de dos años. No hay límite para la cantidad de mandatos que puede cumplir un senador o representante estatal.

### Cheques y balances
Hay varios controles y contrapesos incorporados en la constitución del estado que limitan el poder de la Asamblea General. Otras cláusulas permiten a la Asamblea General equilibrar y limitar la autoridad de las otras ramas del gobierno. Entre estos controles y contrapesos se encuentra la autoridad del gobernador para vetar cualquier proyecto de ley aprobado por la Asamblea General. La Asamblea General puede, a su vez, anular su veto por mayoría simple en ambas cámaras. Los proyectos de ley aprobados por una mayoría cualificada se convierten automáticamente en ley sin requerir la firma del gobernador. Una vez que el proyecto de ley se convierte en ley, puede ser impugnado en los tribunales estatales que pueden declarar que la ley es inconstitucional, derogando efectivamente la ley. La Asamblea General podría entonces invalidar la decisión del tribunal modificando la constitución del estado para incluir la ley.  Históricamente, la Asamblea General ha sido la rama más poderosa del gobierno estatal, dominando la oficina de un gobernador débil. Aunque la oficina del gobernador ha ganado más poder desde la década de 1970, la Asamblea General aún conserva el poder de eliminar gran parte de esa autoridad.

### Potestades
La autoridad y los poderes de la Asamblea General de Indiana se establecen en la constitución del estado. La Asamblea General tiene el poder legislativo exclusivo dentro del gobierno estatal. Cada cámara puede iniciar una legislación, con la excepción de que el Senado no puede iniciar una legislación que afecte los ingresos. Los proyectos de ley se debaten y aprueban por separado en cada cámara, pero deben ser aprobados por ambas cámaras antes de que puedan presentarse al gobernador. Cada ley aprobada por la Asamblea General debe aplicarse uniformemente a todo el estado; la Asamblea General no tiene autoridad para crear legislación que se dirija solo a una comunidad en particular.
La Asamblea General está facultada para regular el sistema judicial del estado estableciendo el tamaño de los tribunales y los límites de sus distritos. El organismo también tiene la autoridad para monitorear las actividades de la rama ejecutiva del gobierno estatal, tiene un poder limitado para regular los gobiernos de los condados dentro del estado, y tiene el poder exclusivo para iniciar el proceso para enmendar la constitución estatal.
Según la ley de Indiana, los legisladores no pueden ser arrestados mientras la Asamblea General está en sesión, a menos que el delito que cometan sea traición, delito grave o quebrantamiento del orden público.

## Historia

### Constitución de 1816

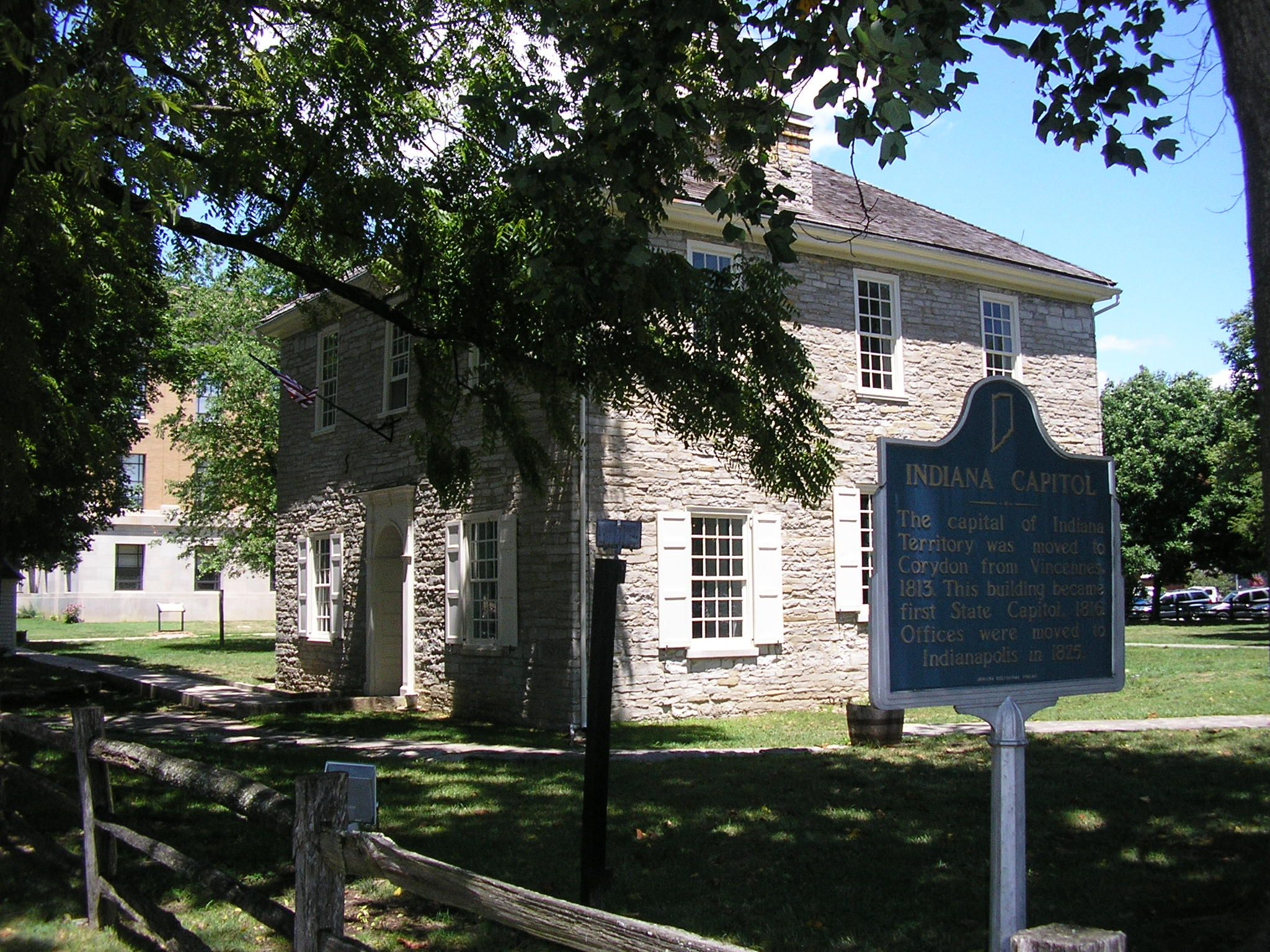
Antiguo edificio del Capitolio en el centro de Corydon.

La primera constitución de Indiana fue ratificada el 10 de junio de 1816, y la elección de la primera Asamblea General tuvo lugar el 5 de agosto de ese mismo año. Se reunieron en el salón original de tres habitaciones ubicado en Corydon. El cuerpo estaba formado por diez senadores y veintinueve representantes, dieciséis de los cuales habían sido firmantes de la constitución del estado de Indiana. Allí, la Asamblea General inició su desarrollo hasta convertirse en la institución que es hoy. La constitución original disponía que los representantes cumplieran mandatos de un año y los senadores cumplían mandatos de tres años, y permitía una reunión anual de la asamblea desde diciembre hasta marzo.
Al principio, solo había un partido político de importancia en Indiana, los demócratas-republicanos . Sin embargo, el partido se dividió en tres divisiones que luego se dividirían en sus propios partidos. Las divisiones se referían principalmente al tema de la esclavitud, pero desarrollarían más diferencias en años posteriores. El partido Jennings, formado por abolicionistas, fue dominante al principio. El partido Noble estaba a favor de la esclavitud y el partido de Hendricks era en general neutral, aunque el propio Hendricks era abiertamente antiesclavista.  En 1818, el partido Noble intentó acusar al gobernador Jennings por su papel en las negociaciones del Tratado de St. Mary's . Después de dos meses de debate en la Cámara, y Jennings habiendo destruido la evidencia de su papel, la Cámara de Representantes abandonó la investigación y emitió una resolución que confirmó a Jennings en su cargo de gobernador.
En sus dos primeras décadas, la Asamblea General sentó las bases del estado. Crearon el marco para el sistema de escuelas públicas del estado, comenzaron la construcción del Seminario Estatal y de carreteras en la parte sur del estado. Inicialmente, la Asamblea General se enfrentó a bajos ingresos fiscales. En respuesta al problema, crearon el Banco de Indiana y vendieron 9 millones de acres (36,000 km²) de terrenos públicos para financiar sus proyectos. La Asamblea General trasladó la capital a Indianápolis en 1824, y en 1831 autorizó la construcción de la primera casa estatal dedicada.
En la década de 1830, los Whigs se separaron de los demócratas republicanos, en respuesta a las políticas nacionales. Los Whigs obtuvieron una fuerte mayoría en la Asamblea General en esa década. En 1843, y a pesar los restos del antiguo partido esclavista se habían fortalecido en el Partido Demócrata y consiguieron llegar al poder, los Whigs nunca recuperaron su mayoría y los Demócratas mantuvieron el poder hasta mediados de la guerra civil estadounidense. En 1836, la Asamblea General aprobó la Mammoth Internal Improvement Act y puso en marcha varios planes para modernizar la infraestructura del estado. El desierto del norte y centro de Indiana se desarrolló lentamente a medida que la Asamblea General aprobó la construcción de carreteras, canales, ferrocarriles y muchos otros proyectos de infraestructuras. Esto llevó al estado al borde de la bancarrota a fines de la década de 1830, pero se logró evitar esta cuando la Asamblea General escindió los canales en quiebra, y la mitad de sus deudas, con empresas privadas en 1841. Dicho fracaso de los proyectos fue el factor principal en la pérdida de poder de los whigs.
La constitución estatal había sido objeto de críticas considerables a partir de la década de 1840, porque permitía que la mayoría de los puestos gubernamentales se cubrieran mediante nombramiento. El problema con este método de cubrir puestos no se manifestó hasta el advenimiento de los partidos políticos del estado. Una vez en el poder, un partido podría apilar al gobierno con sus propios miembros, dificultando que la minoría recupere el poder. Otro problema fue que la autoridad para muchas cuestiones triviales no se delegó en otras autoridades. Por ejemplo, si un hombre iba a divorciarse de su esposa, el proyecto de ley de divorcio tenía que ser aprobado por la Asamblea General antes de que pudiera volver a casarse legalmente.

### Constitución de 1851
En 1851, se creó y ratificó una nueva constitución estatal. Entre las nuevas cláusulas de la constitución se encontraba una extensión de los mandatos de los representantes a dos años y de los senadores a cuatro años. También abrió a elección pública muchos de los puestos previamente designados. La nueva constitución delegó muchas tareas menores a los cargos electos recién creados. Con su carga de trabajo considerablemente disminuida, en lugar de reunirse anualmente, la Asamblea General solo convocó un período de sesiones cada dos años. La nueva constitución también colocó nuevos límites al poder de la Asamblea General para crear leyes locales, ya que la Asamblea General se hizo famosa por crear leyes a nivel estatal que solo se aplicaban a una ciudad o condado.
La nueva constitución condujo a la erosión gradual de la mayoría demócrata. En 1854, se estableció el Partido Republicano y atrajo a muchos de los ex-mbiembros del Partido Whig. Ese año, la Asamblea General se dividió y ningún partido obtuvo la mayoría. Los demócratas tenían la mayor cantidad de escaños, pero los whigs y los republicanos se reunieron para formar una mayoría y controlar la asamblea. El resultado fue un punto muerto en la mayoría de los temas porque los republicanos y los whigs no pudieron ponerse de acuerdo en la mayoría de los temas importantes. En 1858, los Whigs estaban casi completamente desempoderados y los republicanos obtuvieron suficientes escaños para convertirse en el partido más grande, pero no lo suficiente para formar una mayoría por sí mismos por sobre los republicanos. Ese año, el gobernador Ashbel P. Willard convocó la primera sesión especial de la Asamblea General porque no habían podido aprobar un proyecto de ley de asignaciones. Los demócratas recuperaron una pequeña mayoría al obtener los votos de los Whigs descontentos en las elecciones de 1860.
Durante la década de 1860, en la guerra civil estadounidense, la legislatura fue escenario de un intenso debate . Al comienzo de la guerra, la Asamblea General estaba controlada por los demócratas simpatizantes de la Confederación del Sur. El gobernador Oliver Morton y la minoría republicana pudieron evitar que la Asamblea General se reuniera en 1862 y 1863 al negar el quórum del cuerpo.  Morton incluso hizo arrestar o detener a algunos miembros del cuerpo por sospechas de deslealtad. La falta de financiación creada por esta crisis llevó nuevamente al estado al borde de la bancarrota. En 1864, los republicanos obtuvieron la mayoría y convocaron a la Asamblea General para remediar los problemas de financiación del estado. 
Durante las décadas de 1880 y 1890, la industria del estado comenzó a crecer rápidamente debido al auge del gas en Indiana, lo que llevó a la creación de muchos sindicatos y el retorno al control demócrata de la Asamblea General. Uno de los eventos que ocurrieron durante el período fue el Día Negro de la Asamblea General, una situación que surgió del deseo del gobernador Isaac P. Gray de ser elegido para el Senado de los Estados Unidos. A partir de la negativa del senado estatal a asignar un nuevo vicegobernador, estalló la lucha en la cámara y se extendió por todo el edificio del estado. Surgieron disparos, y demócratas y republicanos amenazaron con matarse antes de que la policía pudiera controlar la situación. Un segundo ataque de violencia estalló en la sesión regular de 1894 cuando los republicanos cerraron las puertas de las cámaras de la Cámara para evitar que el gobernador Claude Matthews emitiera un veto de un proyecto de ley que derogó más de una década de legislación demócrata. El gobernador llevó personalmente a los miembros del partido a golpear la puerta e intentar, sin éxito, abrirse camino hasta el podio para entregar el proyecto de ley vetado; un periódico dijo que demócratas y republicanos "lucharon como bestias del bosque". Durante esas décadas, la Asamblea General promulgó una serie de leyes para proteger los derechos de los trabajadores y fomentar un mayor crecimiento industrial. El movimiento por el sufragio femenino también comenzó en el estado y se llevaron a cabo mítines en Indianápolis para apoyar la legislación sobre el sufragio femenino que finalmente fue rechazada en la Asamblea General.
Durante 1907, la Asamblea General convirtió a Indiana en el primer estado en promulgar legislación sobre eugenesia, y la ley permaneció en vigor hasta 1921. La ley llevó a la esterilización forzosa de miles de criminales, hasta que fue declarada inconstitucional por la Corte Suprema de Indiana en 1921. 
En 1921, Julia Nelson fue la primera mujer elegida para la Asamblea General de Indiana.
Un escándalo estalló en 1925, cuando se descubrió que una sección del Ku Klux Klan controlaba más de la mitad de los escaños de la Asamblea General. Durante la sesión, DC Stephenson se jactó de "Ser la ley en Indiana". Durante los siguientes dos años, el gobierno federal intervino, y Stephenson fue condenado por asesinato. Después de que el gobernador se negó a perdonarlo, Stephenson acusó a sus co-conspiradores, lo que llevó a que muchos miembros del gobierno estatal fueran acusados de varios delitos y eliminaran gran parte del poder del Klan.
En la década de 1930, la Asamblea General estableció los primeros programas de bienestar general del estado para ayudar a los pobres afectados por la Gran Depresión. La Asamblea General aprobó las primeras leyes DUI de la nación en 1939, estableciendo un nivel de alcohol en sangre de .15 como límite legal. La década de 1940 llevó al primer afroamericano a ser elegido para el Senado de Indiana y a una legislación que eliminó la segregación de las escuelas públicas en 1949.
La Asamblea General estableció el primer impuesto sobre las ventas del estado en dos por ciento en 1962. Los ingresos del impuesto llevaron a una serie de nuevos proyectos en todo el estado. La Asamblea General también aprobó el proyecto de ley de Derechos Civiles de Indiana en 1963, otorgando igual protección a las minorías en la búsqueda de empleo. En 1970 se aprobaron una serie de enmiendas constitucionales. Entre ellos se encontraba uno que autorizaba a la Asamblea General a reunirse anualmente, en lugar de cada dos años.
Durante la sesión de 1988, la Cámara de Representantes de Indiana se dividió en partes iguales entre ambas partes por primera vez en la historia del estado. Después de un período de negociaciones, ambas partes acordaron compartir los poderes de la mayoría, alternando al partido que controlaba el puesto de portavoz cada día. La misma Asamblea General legalizó las carreras de caballos en el estado en 1989.
El gobernador Evan Bayh convocó una sesión especial de la Asamblea General en 1992, porque no se había aprobado ningún presupuesto en la sesión regular. Durante la sesión especial, la Asamblea General aprobó el presupuesto y también legalizó el funcionamiento de los casinos fluviales en el estado, anulando el veto del gobernador para evitarlo.
La Asamblea General aprobó la reforma de los impuestos a la propiedad en 2008, limitando los impuestos a la propiedad al uno por ciento, lo que convierte a Indiana en uno de los estados con impuestos a la propiedad más bajos del país.